# Lili Kraus
Lili Kraus (Budapest, 3 aprile 1903 – Asheville, 6 novembre 1986) è stata una pianista ungherese.

## Biografia
Kraus iniziò lo studio del pianoforte nella prestigiosa Accademia musicale Franz Liszt di Budapest all'età di 8 anni. Qui prese lezioni di teoria con Zoltán Kodály e di pianoforte con Béla Bartók. Si laureò con lode all'età di 17 anni. I suoi studi continuarono nel 1922 presso l'Accademia musicale di Vienna con Severin Eisenberger, dove studiò anche musica contemporanea con Eduard Steuermann. Terminò la master class triennale dopo appena un anno. Divenne poi professoressa presso questa Accademia, ma si dimise da questa posizione nel 1930.
A Vienna conobbe Otto Mandl, un ricco ingegnere minerario e filosofo. Si convertirono alla fede cattolica e si sposarono il 31 ottobre 1930. Mandl abbandonò il lavoro e si dedicò alla carriera di Lili. Nello stesso anno si trasferirono a Berlino affinché Kraus potesse frequentare la masterclass di Artur Schnabel. Durante questo periodo ebbe 2 figli, Ruth e Michael. Nel 1932 la famiglia si trasferì a Tremezzo, sul Lago di Como, dove vissero fino al 1938. Nel 1933 anche Artur Schnabel li raggiunse a Tremezzo e fondò una scuola di musica.
Negli anni '30 andò in tournée sia come solista che come partner di musica da camera con il violinista Szymon Goldberg. Nel 1935 e nel 1937 registrarono le sonate di Beethoven e Mozart per la casa discografica britannica Parlophone. Il suo repertorio comprendeva anche Chopin, Haydn, Schubert e Béla Bartók. Con l'avvicinarsi del nazismo, Kraus e Goldberg fuggirono a Londra e divennero cittadini britannici, ma rimasero lì solo per un anno prima di recarsi ad Amsterdam. Da qui Kraus partì per un tour mondiale nel 1940, iniziato con il suo debutto americano a San Francisco nel 1941.

### Prigionia giapponese
Nel giugno 1943 lei e la sua famiglia, come anche Goldberg, furono catturati e fatti prigionieri dai giapponesi a Giacarta con un pretesto. Entrambi furono separati dalle loro famiglie e mandati in diversi campi di prigionia, perdendo le notizie l'un dell'altro per più di un anno. Kraus condivise una cella con altre 12 donne e fu condannata ai lavori fisici pesanti, tra cui pulire le latrine, cosa che le ha lasciato ustioni chimiche sulle mani. La razione giornaliera consisteva in due tazze di riso e una tisana amara. Grazie all'intervento di un direttore d'orchestra giapponese che l'aveva ascoltata a Tokyo nel 1936, Lili Kraus fu trasferita in un altro campo e riunita alla sua famiglia e le fu anche permesso di suonare di nuovo il pianoforte. Nell'agosto del 1945 furono rilasciati. Aveva perso molto peso e il suo corpo era coperto di ferite aperte e infezioni. I suoi beni personali andarono perduti. A causo del duro lavoro svolto durante gli anni di prigionia le sue mani erano diventate più forti, ma le sue dita avevano perso sensibilità; dovette quindi imparare di nuovo con pazienza a suonare il piano.
Si trasferì in Australia dove nel giro di un anno e mezzo tenne oltre 120 concerti, tra Australia e Nuova Zelanda. Da quest'ultimi ricevette la cittadinanza onoraria in riconoscimento dei suoi servizi nell'aiutare i paesi bisognosi.

### Nel dopoguerra
Nel 1948 Kraus iniziò la seconda fase della sua brillante carriera. Tornata in Europa fece la sua prima registrazione. Nel 1949 suonò con successo a New York. Nello stesso anno si trasferì con la famiglia in Sudafrica dove insegnò all'Università di Cape Town fino al 1950. La famiglia visse poi a Parigi e Vienna fino a stabilirsi a Nizza dove il marito morì nel 1956.
Nella Germania degli anni '50 era difficile per Kraus affermarsi con pianisti come Wilhelm Backhaus, Edwin Fischer o Wilhelm Kempff e i loro stili di interpretazione, ad esempio nella loro interpretazione delle sonate per pianoforte di Beethoven. In Francia, invece, riuscì ad attirare l'attenzione del pubblico musicale. La casa discografica Les Discophiles français era interessata a una collaborazione e all'inizio degli anni cinquanta pianificò una registrazione completa delle opere per pianoforte e musica da camera di Mozart e Haydn che però non fu completamente completata. Ha registrato le sonate per violino di Mozart con il violinista Willi Boskovsky, mentre i trii per pianoforte sono stati registrati a metà degli anni '50 insieme a Willi Boskovsky e Nikolaus Hübner. Poco tempo dopo il "progetto Mozart" fallì.
Alcuni momenti importanti della sua carriera furono il concerto al banchetto di nozze di Mohammad Reza Pahlavi il 12 febbraio 1951 nel Palazzo Golestan di Teheran, il concerto presso la Cattedrale di Canterbury (prima donna a farlo), i concerti nella nuova capitale brasiliana di Brasilia e le esibizioni con l'Orchestra da Camera di Salisburgo al Festival Mozart marocchino in palazzi e cortili storici.
Kraus è stata membro per molti anni al Concorso pianistico internazionale Van Cliburn in Texas e membro della giuria al Concorso Pianistico Internazionale Paloma O'Shea Santander nel 1982.
Nell'estate del 1965 trascorse alcune settimane con Albert Schweitzer a Lambaréné deliziandolo suonando Beethoven durante la sua malattia.
Nel 1968, la Texas Christian University di Fort Worth la nominò artista residente; vi insegnò ininterrottamente fino al 1983.
Visse gli ultimi venti anni con la figlia Ruth e il genero Fergus Pope ad Asheville, nella Carolina del Nord, dove morì nel 1986.